# Tenzin Rabgye
Tenzin Rabgye, né en 1638 et mort en 1696, fut Druk Desi (administrateur non-religieux) du Bhoutan de 1680 à 1694. Il fut peut-être le premier à catégoriser les zorig chusum, les treize arts traditionnels bhoutanais. En 1692, il fonda le Taktsang Lhakhang, un temple dédié à Padmasambhava.

## Source
- Ardussi, John A., Gyalse Tenzin Rabgye and the Founding of Taktshang Lhakhang, Journal of Bhutan Studies, 1999, Vol. 1, No. 1, 36-63.